# Джерамана
Джерамана (араб. جرمانا) — місто на півдні Сирії, адміністративна частина мухафази Дамаск.

## Короткий опис
Джерамана розташована за 10 км на південний схід від Дамаска, на півдорозі до Міжнародного аеропорту Дамаск. За переписом 1981 року населення міста становило 64 305 осіб Джерамана з часом стала передмістям Дамаска, за оцінками 2009 року тут мешкають 189 888 осіб.
У місті розташований палестинський табір біженців, заснований тут ще 1948 року. Тут оселилися палестинці, що втратили своє місце проживання на Голанських висотах внаслідок війни 1967 року. У грудні 2008 року в таборі проживало 18 740 біженців.
З початком Іракської війни 2003 року до Сирії втекло багато іракців, переважно ассирійців-християн. З 200 000 іракців у Сирії більшість оселилася в околицях Дамаска, значна частина — у Джерамані, яка стала своєрідним іракським кварталом сирійської столиці.
На прилеглих до міста зрошених полях вирощують овочі. Та основним економічним рушієм міста залишається торгівля. Серед іракських біженців, що переїхали сюди, було чимало заможних іракців та представників середнього класу.